# Hyastenus hilgendorfi
Hyastenus hilgendorfi är en kräftdjursart som beskrevs av De Man 1887. Hyastenus hilgendorfi ingår i släktet Hyastenus och familjen Pisidae. Inga underarter finns listade i Catalogue of Life.